# Sheridan (Colorado)
Pour les articles homonymes, voir Sheridan.
Sheridan est une ville américaine située dans le comté d'Arapahoe dans le Colorado.
Selon le recensement de 2010, Sheridan compte 5 664 habitants. La municipalité s'étend sur 2,28 milles carrés (5,91 km2).

## Histoire
La municipalité est issue de l'incorporation de trois localités : Military Park, Petersburg et Sheridan Park. Elle doit son nom au général Philip Sheridan.

## Démographie
La population de Sheridan est estimée à 6 041 habitants au 1er juillet 2016.
Le revenu par habitant était en moyenne de 20 652 dollars par an entre 2012 et 2016, en-dessous de la moyenne du Colorado (33 230 dollars) et de la moyenne nationale (29 829 dollars). Sur cette même période, 21,7 % des habitants de Sheridan vivaient sous le seuil de pauvreté (contre 11,0 % dans l'État et 12,7 % à l'échelle des États-Unis).
| 1900 | 1910 | 1920 | 1930 | 1940 | 1950  |
| ---- | ---- | ---- | ---- | ---- | ----- |
| 442  | 498  | 455  | 587  | 712  | 1 715 |

| 1960  | 1970  | 1980  | 1990  | 2000  | 2010  |
| ----- | ----- | ----- | ----- | ----- | ----- |
| 3 559 | 4 787 | 5 377 | 4 976 | 5 600 | 5 664 |